# توربين ماركس
توربين ماركس (بالألمانية: Thorben Marx)‏ (مواليد 1 يونيو 1981 في برلين - ألمانيا الغربية) لاعب كرة قدم ألماني يلعب حاليا لصالح نادي الدرجة الأولى بوروسيا مونشنغلادباخ الألماني منذ 2009 في مركز الوسط المحوري .

## روابط خارجية
- توربين ماركس على موقع قاعدة بيانات كرة القدم.إي يو (الإنجليزية)
- توربين ماركس على موقع بيانات كرة القدم. دي إي (الألمانية)
- توربين ماركس على موقع عالم كرة القدم.نت (الإنجليزية)
- توربين ماركس على موقع كووورة